# Nizao
Nizao è un comune della Repubblica Dominicana di 22.852 abitanti, situato nella Provincia di Peravia. Comprende, oltre al capoluogo, due distretti municipali: Santana e Pizarrete.